# When We Were Young (singel Adele)
„When We Were Young” – drugi singel brytyjskiej piosenkarki Adele, promujący jej trzeci album, zatytułowany 25. Twórcami tekstu utworu są Adele oraz Tobias Jesso Jr., natomiast jego produkcją zajął się Ariel Rechtshaid. Singel swoją premierę miał 29 stycznia 2016 roku. Do utworu nie nakręcono teledysku, 17 listopada 2015 roku ukazała się wersja na żywo nagrana w The Church Studios.

## Notowania
| Lista przebojów (2015-16)                 | Najwyższa pozycja |
| ----------------------------------------- | ----------------- |
| Australia (ARIA Charts)                   | 13                |
| Austria (Ö3 Austria Top 40)               | 11                |
| Belgia (Ultratop Flandria)                | 15                |
| Belgia (Ultratop Walonia)                 | 23                |
| Czechy (Singles Digitál Top 100)          | 48                |
| Finlandia (Suomen virallinen lista)       | 3                 |
| Francja (SNEP)                            | 15                |
| Hiszpania (PROMUSICAE)                    | 12                |
| Holandia (Single Top 100)                 | 39                |
| Irlandia (IRMA)                           | 24                |
| Kanada (Billboard Canadian Hot 100)       | 19                |
| Niemcy (Media Control Charts)             | 29                |
| Norwegia (VG-Lista)                       | 26                |
| Nowa Zelandia (Recorded Music NZ)         | 23                |
| Polska (AirPlay – Top)                    | 16                |
| Portugalia Digital Songs (Billboard)      | 5                 |
| Słowacja (Singles Digitál Top 100)        | 48                |
| Stany Zjednoczone (Hot 100)               | 14                |
| Szwajcaria (Schweizer Hitparade)          | 5                 |
| Szwecja (Sverigetopplistan)               | 17                |
| Węgry (Single Top 40)                     | 15                |
| Wielka Brytania (Official Charts Company) | 9                 |
| Włochy (FIMI)                             | 62                |

## Certyfikaty
| Państwo               | Status          |
| --------------------- | --------------- |
| Australia (ARIA)      | Złota płyta     |
| Kanada (Music Canada) | Platynowa płyta |
| Nowa Zelandia (RIANZ) | Złota płyta     |
| Wielka Brytania (BPI) | Srebrna płyta   |